# خليفة الحمادي
خليفة الحمادي (مواليد 6 نوفمبر 1998، لاعب كرة قدم إماراتي يجيد اللعب في الدفاع مع نادي الجزيرة في دوري الخليج العربي الإماراتي .
مثل نادي الجزيرة في الفئات السنية وتدرج معهم حتى وصل للفريق الأول عام 2017 .

## روابط خارجية
- خليفة الحمادي على موقع الاتحاد الدولي (مؤرشف)  (الإنجليزية)
- خليفة الحمادي على موقع قاعدة بيانات كرة القدم.إي يو (الإنجليزية)
- خليفة الحمادي على موقع ناشيونال فوتبول تيمز (الإنجليزية)
- خليفة الحمادي على موقع Soccerway.com (الإنجليزية)
- خليفة الحمادي على موقع عالم كرة القدم.نت (الإنجليزية)
- خليفة الحمادي على موقع كووورة